# Underjorden (bok)
Underjorden är en diktsamling från 2011 av den svenske författaren Malte Persson. Den består av 60 sonetter om Stockholms tunnelbana. Texten är rik på anspelningar till litteraturklassiker och kombinerar stildrag från äldre poesi med alldagliga motiv från samtiden. Persson fick idén till boken när han såg en duva flyga uppför rulltrappan vid Midsommarkransens tunnelbanestation och tyckte att det var ett bra motiv till en sonett.

## Mottagande
Eva Ström skrev i Sydsvenskan: "Sonetten har en förmåga att framkalla monotoni om den blir alltför taktfast, men Malte Persson steppar elegant ur fällan med ett och annat dansant snedsteg. Sonetten brukar även förleda poeter till ett högtidligt ordval. Lyckligtvis inte så hos Malte Persson vars avspända vokabulär är lika uppdaterad som ett sms. ... Malte Perssons djupdykning ner i den stockholmska tunnelbanan som korsats med grekisk mytologi har blivit en fräsch och kvick diktsamling, där sonettformens pentameter utgör diktens levande hjärtslag." Nikanor Teratologen recenserade boken i Tidningen Kulturen, där han beskrev sonetterna som "stillsamt grymma och formsäkra". Han jämförde boken med Inlandsbanan av Erik Beckman, som Persson hade skrivit förordet till när den nyutgavs 2002. Teratologen skrev: "Beckmans Inlandsbanevärld är också 'ett slags Hades', dock med en hel del comic relief genom burleskerier och ordlekar och det faktum att man i alla fall ibland kan skåda ut över det ödsliga nordiska vinterlandskapet. Sonetterna om tunnelbanan berättar i texten och mellan raderna om ett mer helvetiskt tillslutet och rymningssäkert inferno - så är de ju också skrivna drygt fyra decennier längre fram i vår sköna nya värld i det vi som är gammalmodiga envisas med att fortsätta kalla Sverige." I Expressen skrev Mikael van Reis: "I den goda sonetten skall rimmet vara utan tvång, nästan kännas som en tillfällighet och ändå ge frasen elegant fasthet. Smärta fordrar ändå ett lätt sinne.
Malte Persson har tvivelsutan den vigheten, men är mer konstflitigt fräck än just elegant." Reis fortsatte: "Här finns lite obligatoriska nickar åt Keats (dock ett ode!), Stagnelius, Nerval, Baudelaire, Rilke, Pound och resten av stjärngänget. Läsaren får smickras en smula och läsaren bockar av och ler. Risken då är att hamna i lillgammal pastisch, vilket alltid är en aspekt av det teatrala arrangemanget med allehanda kostymer. Malte Persson blygs inte i sin t-bana och det är i själva verket ett medvetet drag att lite ironiskt spela med både imitationen och allusionen. Det underjordiska temat till trots är detta ändå en livaktig tablåsamling."